# Spizzenergi

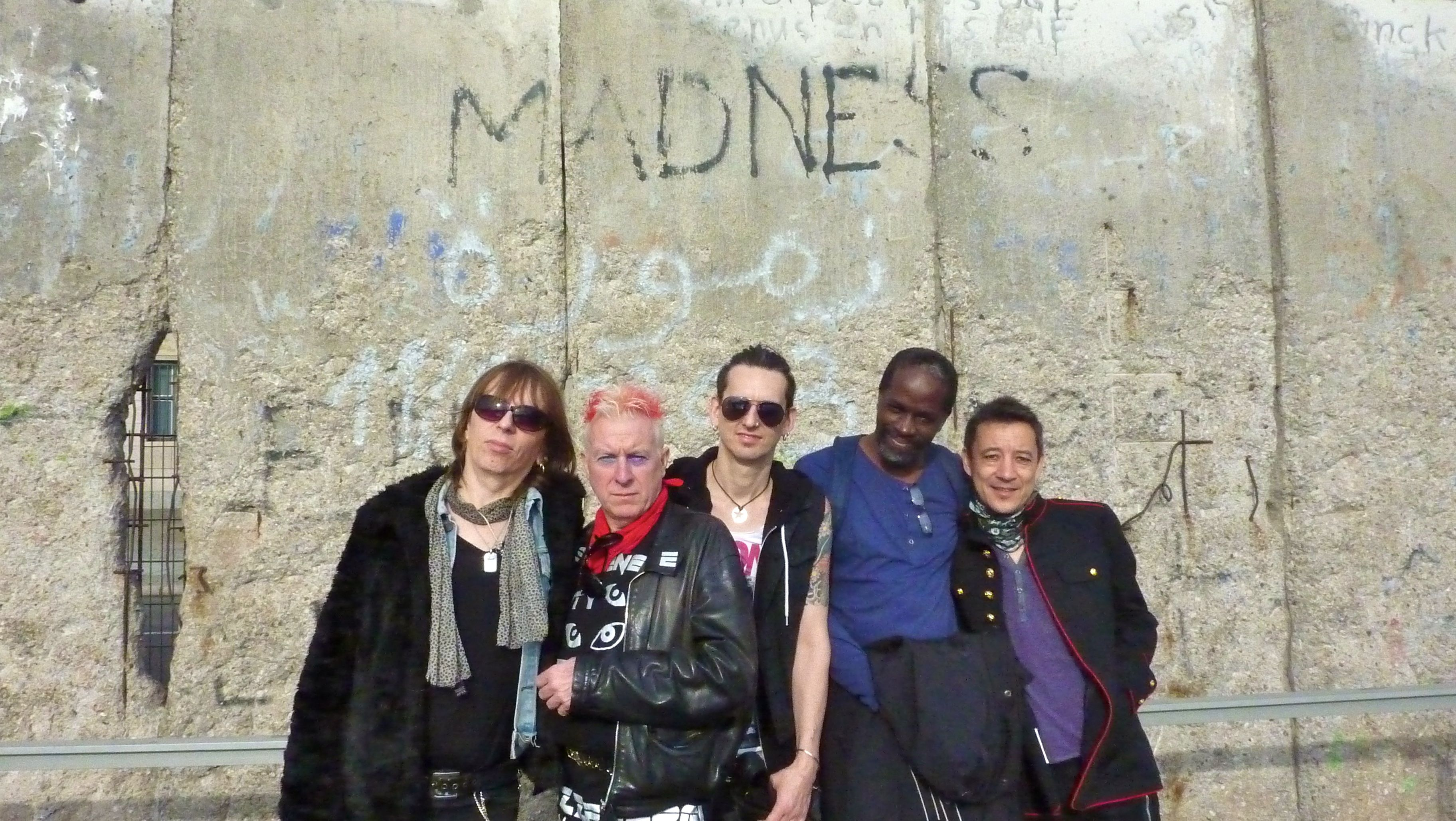
Spizzenergi bij de Berlijnse muur, 2013

Spizzenergi, ook bekend als Spizzoil en Athletico Spizz 80, was een Britse punk- en newwaveband uit Birmingham. Hun bekendste nummer was Where's Captain Kirk? uit 1980.
Frontman was Kenneth Spiers, bekend als Spizz, die schoolliep in Solihull en onder invloed van de punkrock in 1977 zelf muziek begon te maken. Met Peter O'Dowd alias Pete Petrol en Paloma Romero alias Palmolive, toenmalig drummer van The Slits, gaf hij enkele concerten onder de naam Spizzoil. Ze speelden onder andere in het voorprogramma van Siouxsie and the Banshees, aanvankelijk in Engeland en later in de rest van Europa. Van augustus tot november 1979 was Spizz de zanger en gitarist, Mark Coalfield bespeelde het keyboard, Dave Scott was een extra gitarist, Jim Solar basgitarist en Hero Shima drummer. Zo werden ze in januari 1980, onder de naam Spizzenergi, de eerste band in de nieuw opgerichte UK Indie Chart die nummer één bereikte. John Peel beschreef 'Where's Captain Kirk?' als het beste nummer met Star Trekconnecties.
Onder de naam Athletico Spizz gaven ze vijf uitverkochte concerten in de Marquee Club en brachten ze het album Do a Runner uit, dat gemengde reacties uitlokte. In 1981 vervoegde zich Lu Edmonds bij de groep en wijzigden ze hun naam naar The Spizzles. Onder die naam brachten ze de plaat Spikey Dream Flower uit, in een sciencefictionstijl die typisch voor de new wave was. Tegen 1982 was de stroming echter uitgeblust; de twee laatste nummers van die periode waren 'Megacity III' en 'Jungle Fever'.
Spizz wijzigde zijn groepsnaam bijna jaarlijks, en poogde hiermee in het Guinness Book of Records te komen als de band die de meeste nummers onder een verschillende naam had opgenomen. De bevoegde redacteur, Shelagh Thomas, wees de opname echter af wegens 'te gespecialiseerd'. Na het uiteenvallen van The Spizzles was Spizz zo nu en dan gitarist bij Heaven 17. In 1987 werd 'Where's Captain Kirk' nog eens in een danceversie heruitgebracht, en het werd tevens gecoverd door R.E.M. in 1992. Toen Spizz in 1991 een dochter kreeg, zette hij zijn artistieke carrière op een lager pitje.
Tot op heden geeft Spizz live optredens; driemaal probeerde hij het officiële nummer voor Engeland in het WK voetbal in de wacht te slepen, en hij heeft ook songs op Cherry Red Records uitgebracht, alsmede op zijn eigen label 442ok.

## Discografie

### Albums
- 1980 Do a Runner (als Athletico Spizz)
- 1981 Spikey Dream Flower (als Spizzles)
- 1983 Spizz History
- 1987 The Peel Sessions
- 1994 Unhinged
- 1996 Spizz Not Dead Shock: A Decade of Spizz History 1978 - 88
- 2002 Where's Captain Kirk

### Singles
| Bandnaam / Uitgavedatum          | A-kant                  | B-kant                                          | Label        | Catalogusnummer |
| -------------------------------- | ----------------------- | ----------------------------------------------- | ------------ | --------------- |
| Spizzoil: oktober 1978           | "6000 Crazy"            | "1989" / "Fibre"                                | Rough Trade  | RTSO1           |
| Spizzoil: december 1978          | "Cold City"             | "Red And Black" / "Solarisation" / "Platform 3" | Rough Trade  | RTSO2           |
| Spizzenergi: september 1979      | "Soldier, Soldier"      | "Virginia Plain"                                | Rough Trade  | RTSO3           |
| Spizzenergi: december 1979       | "Where's Captain Kirk"  | "Amnesia"                                       | Rough Trade  | RTSO4           |
| Athletico Spizz 80: juni 1980    | "No Room"               | "Spock's Missing"                               | Rough Trade  | RTS05           |
| Athletico Spizz 80: juli 1980    | "Hot Deserts"           | "Legal Proceedings"                             | A&M          | AMS7550         |
| Athletico Spizz 80: oktober 1980 | "Central Park"          | "Central Park" (Dr. & Nurses dub version)       | A&M          | AMS7566         |
| Spizzles: februari 1981          | "Risk"                  | "Melancholy"                                    | A&M          | AMS8107         |
| Spizzles: april 1981             | "Dangers of Living"     | "Scared"                                        | A&M          | AMS8124         |
| Spizzenergi 2: februari 1982     | "Work"                  | "Megacity III"                                  | Rough Trade  | RT096           |
| Spizzenergi 2: juni 1982         | "Jungle Fever"          | "Meaning"                                       | Rough Trade  | RT108           |
| Spizz: september 1987            | "Where’s Captain Kirk?" | "Living Is Better With Freedom"                 | Hobo Railway | HOBO001         |
| Spizz: november 1988             | "Love Me Like A Rocket" |                                                 | Plastic Head | PLASPOP2        |